# Haworthia reticulata var. hurlingii
Haworthia reticulata var. hurlingii és una varietat de Haworthia reticulata del gènere Haworthia de la subfamília de les asfodelòidies.

## Descripció
Haworthia reticulata var. hurlingii és una petita suculenta compacta que forma grups amb fulles obtuses del grup reticulata. És una varietat més petita i també fa més fillols. Les seves fulles normalment tenen sense dents.

## Distribució
Aquesta varietat creix a la província sud-africana del Cap Occidental, concretament, creix des de la petita àrea entre Roberston i Bonnievale.

## Taxonomia
Haworthia reticulata var. hurlingii va ser descrita per (Poelln.) M.B.Bayer i publicat a New Haworthia Handb.: 52, a l'any 1982.
Etimologia
Haworthia: nom en honor del botànic britànic Adrian Hardy Haworth (1767-1833).
reticulata: epítet llatí que significa "en forma de xarxa", "reticulada".
var. hurlingii: epítet en honor del recol·lector de plantes en la dècada dels anys 30 del segle xx a la província de Cap Occidental, a Sud-àfrica, el Sr. J. Hurling.
Sinonímia
- Haworthia hurlingii Poelln., Repert. Spec. Nov. Regni Veg. 41: 202 (1937). (Basiònim/Sinònim substituït)[6]